# 褐毛杜鹃
褐毛杜鹃（学名：Rhododendron wasonii）为杜鹃花科杜鹃花属下的一个变种。

## 扩展阅读
維基物種上的相關：褐毛杜鹃